# 带河乡
带河乡，是中华人民共和国四川省南充市营山县曾经下辖的一个乡。2019年10月，撤销带河乡，将其所属行政区域划归灵鹫镇管辖。

## 行政区划
带河乡撤销前下辖以下地区：
街道社区、带河村、小垭村、青山村、河湾村、小山村、印盒村、鲁班村、金鹤村和马包村。